# Adam Roynon
Adam Wayne Roynon (ur. 30 sierpnia 1988 w Barrow-in-Furness) – brytyjski żużlowiec.

## Życiorys
Wygrał trzy puchary w jego pierwszym sezonie w wyścigach Conference League, zdobył mistrzostwo ligi, Knockout Cup i Conference Trophy. Wygrał mistrzostwo Premier League z Rockets w 2007. W 2008 roku jeździł w KM Ostrów.
31 maja 2008 roku podczas zawodów rozegranych na torze w Rye House złamał nogę. Kontuzja ta wykluczyła go ze startów do końca 2008 roku.
6 marca 2009 roku na treningu w King's Lynn Adama miał groźny wypadek. Młodemu Anglikowi na wejściu w łuk wypadło przednie koło i z całym impetem uderzył w tor. Zawodnik Pszczół miał złamany kręgosłup, a także silne obrażenia głowy.
28 kwietnia 2011 roku doznał kolejnej kontuzji (złamane udo) podczas meczu Premier League (Redcar Bears - Ipswich Witches).
W październiku 2012 roku doznał złamania nogi i łopatki podczas meczu Mildenhall Fen Tigers - Dudley Heathens.
29 marca 2013 roku w meczu Elite League pomiędzy Coventry Bees a Birmingham Brummies doszło do wypadku pomiędzy Roynonem i Joshem Auty'm. Brytyjczyk długo leżał na torze, a jego przetransportowaniu do szpitala towarzyszyły policyjne radiowozy. Lekarze podejrzewali u niego uraz mózgu, jednak jak się później okazało były to tylko podejrzenia i nie zostały one potwierdzone.
15 marca 2015 roku zanotował kolejny groźny upadek doznając poważniej kontuzji (złamanie kilku żeber i obite płuca), za to 26 lipca w meczu brytyjskiej Elite Leaque pomiędzy The Lakeside Hammers a Coventry Bees doznał złamania obojczyka.